# Souostroví Yasawa
Souostroví Yasawa je skupina přibližně 20 vulkanických ostrovů v západní části Fidži. Zabírá rozlohu přibližně 135 km².

## Poloha a charakter území
Souostroví se skládá z šesti hlavních ostrovů a řady malých ostrůvků. Táhne se severovýchodním směrem v délce více než 80 kilometrů, asi 40 kilometrů severozápadně od Lautoky. Souostroví je vulkanického původu. Je velmi hornaté, s vrcholky dosahujícími od 250 do 600 metrů. Jediné bezpečné místo pro proplutí je mezi ostrovem Yasawa (největším ze souostroví) a ostrovem Round Island, jenž leží 22 kilometrů na severovýchodě.

## Ekonomie a kultura
Turistický průmysl nabírá na významu. Pro návštěvu ostrovů je nutné povolení s výjimkou ostrova Tavewa. Vesnice Yasawa i Rara na ostrově Yasawa je domovem Tui Yasawa, hlavního náčelníka souostroví. Největší vesnicí je Nabukeru.
Nanuya Levu, také známý jako Želví ostrov, je jedním z nejznámějších fidžijských letovisek. Na tomto ostrově, jenž je v soukromém vlastnictví, se roku 1980 natáčel romantický film Modrá laguna.

## Historie
Prvním známým Evropanem který v roce 1789 souostroví spatřil, byl William Bligh, důstojník Britského královského námořnictva. Po něm ostrovy navštívil roku 1794 kapitán Barber na lodi HMS Arthur. Ostrovy nebyly zmapovány až do roku 1840, kdy je prozkoumala a zmapovala americká expedice vedená Charlesem Wilkesem.
V 19. století byly ostrovy proslulé díky Tonžským pirátům a zůstaly nepovšimnuty okolním světem až do II. světové války, kdy na nich Armáda Spojených států amerických zřídila komunikační centrálu.